# Kolumbianische Basketballnationalmannschaft
Die kolumbianische Basketballnationalmannschaft der Herren vertritt Kolumbien bei Basketball-Länderspielen. Als Gastgeber war sie Teilnehmer der Weltmeisterschaft 1982, bei der man jedoch in der Finalrunde kein Spiel gewann und den letzten und siebten Platz erreichte. Ansonsten konnte sie sich bislang nicht für kontinentale oder globale Endrunden qualifizieren.

## WM-Teilnehmer 1982
| Spieler | Spieler               | Spieler    | Spieler | Spieler | Spieler  | Spieler |
| Nr.     | Name                  | Geburt     | Größe   | Info    | Einsätze | Verein  |
| ------- | --------------------- | ---------- | ------- | ------- | -------- | ------- |
| 4       | Guido Mosquera        |            |         |         |          |         |
| 5       | Giovany Vaccy         |            |         |         |          |         |
| 6       | Elkin Valencia        |            |         |         |          |         |
| 7       | Luis Murillo          |            |         |         |          |         |
| 8       | William Nieto         |            |         |         |          |         |
| 9       | Randy Roy Stephens    | 27.05.1957 |         |         |          |         |
| 10      | William Gómez         |            |         |         |          |         |
| 11      | Antonio Maldonado     |            |         |         |          |         |
| 12      | Álvaro Álvarez        |            |         |         |          |         |
| 13      | Guillermo Masquita    |            |         |         |          |         |
| 14      | Álvaro López          |            |         |         |          |         |
| 15      | Luis Carlos Manjarrez |            |         |         |          |         |

| Trainer            | Trainer        | Trainer  |
| Nat.               | Name           | Position |
| ------------------ | -------------- | -------- |
| Vereinigte Staaten | James McGregor |          |

| Legende                 | Legende            |
| Abk.                    | Bedeutung          |
| ----------------------- | ------------------ |
| (C)                     | Mannschaftskapitän |
| Quellen                 |                    |
| Ligahomepage            |                    |
| Stand: 20. Oktober 2013 |                    |

| Legende                 | Legende            |
| Abk.                    | Bedeutung          |
| ----------------------- | ------------------ |
| (C)                     | Mannschaftskapitän |
| Quellen                 |                    |
| Ligahomepage            |                    |
| Stand: 20. Oktober 2013 |                    |

### Weitere bekannte Spieler
- Álvaro Teherán (1966–2020)
- Juan Palacios (* 1985)

## Abschneiden bei internationalen Wettbewerben
| noch nie qualifiziert bis 1982 – nicht qualifiziert - 1982 – 7. Platz seit 1986 – nicht qualifiziert noch nie qualifiziert |  | - 1951 – 10. Platz - 1955 – nicht teilgenommen - 1959 – nicht teilgenommen - 1963 – nicht teilgenommen - 1967 – 10. Platz - 1971 – 10. Platz seit 1975 – nicht qualifiziert |

### Südamerikanische Meisterschaften
| bis inkl. 1943 – nicht teilgenommen oder qualifiziert - 1945 – 6. Platz - 1947 – nicht qualifiziert - 1949 – nicht qualifiziert - 1953 – 7. Platz - 1955 – 8. Platz - 1958 – 6. Platz - 1960 – 6. Platz - 1961 – nicht qualifiziert - 1963 – 8. Platz - 1966 – 7. Platz - 1968 – 7. Platz | - 1969 – 6. Platz - 1971 – 5. Platz - 1973 – 6. Platz - 1976 – 5. Platz - 1977 – 7. Platz - 1979 – nicht qualifiziert - 1981 – nicht qualifiziert - 1983 – 6. Platz - 1985 – 5. Platz - 1987 – nicht qualifiziert - 1989 – 7. Platz - 1991 – 5. Platz | - 1993 – nicht qualifiziert - 1995 – nicht qualifiziert - 1997 – 5. Platz - 1999 – 9. Platz - 2001 – 7. Platz - 2003 – nicht qualifiziert - 2004 – nicht qualifiziert - 2006 – 5. Platz - 2008 – 5. Platz - 2010 – 6. Platz - 2012 – 7. Platz |